# Michael Wüstefeld
Michael Wüstefeld (* 12. September 1951 in Dresden) ist ein deutscher Schriftsteller.

## Leben
Michael Wüstefeld absolvierte nach dem Abitur und Facharbeiterbrief für Maschinenbau von 1970 bis 1974 ein Studium der Landtechnik an der TU Dresden und schloss als Diplomingenieur ab. 1974 bis 1991 war er als Technologe in einem Dresdner Ingenieurbüro tätig. Nach Arbeitslosigkeit 1992 und einer Stelle als Büroassistent lebt und arbeitet er seit 1993 als freischaffender Autor und Kritiker in Dresden.
Er veröffentlicht Lyrik und Prosa. Entsprechend der andere Medien miteinbeziehenden Arbeitsweise seiner frühesten Publikationen in Verbindung mit Druckgrafiken umfasst sein Werk auch ein Libretto. Wüstefelds Arbeit wurde und wird von zahlreichen Preisen und Stipendien gewürdigt.
Von 1989 bis 2009 war er als Mitbegründer Mitglied in der Unabhängigen Schriftsteller Assoziation Dresden. Seit 1996 ist Wüstefeld Mitglied des PEN-Zentrums Deutschland.

## Werke (Ausw.)
- Kinogeschichten, Dresden 2016
- Fünfkirchen fünf vor zwölf. Ein Pécs-Tagebuch, Dresden 2016
- Märchen von einem, den es als Schloßschreiber aufs Land zog, Rheinsberg 2014
- Paris geschenkt, Dresden, 2008
- Das AnAlphabet, Göttingen, 2007
- Schlüsseloper. Ein burleskes Spiel, Libretto für eine Oper von Wilfried Krätzschmar, Uraufführung 2. Dezember 2006 in Dresden
- Blaues Wunder. Dresdens wunderlichste Brücke, Berlin, 2002
- Wegzehrung, München, 2001
- Schobers Zimmer, Dresden, 1998
- Deutsche Anatomie, Dülmen-Hiddingsel, 1996
- Amsterdamer Gedichte, Dresden, 1994
- Grenzstreifen, Warmbronn, 1993
- Nackt hinter der Schutzmaske, Aufbau-Verlag, 1990
- Stadtplan, Aufbau-Verlag, 1990
- Heimsuchung, Aufbau-Verlag, 1987
- grafiklyrik 2. 6 Gedichte mit 7 Holzschnitten von Peter Herrmann, Obergrabenpresse, 1979

## Auszeichnungen
- 1990: Walter-Hasenclever-Preis
- 1993: Stipendium Stiftung Künstlerdorf Schöppingen
- 1997: Stipendium Künstlerhaus Villa Waldberta
- 1999: Stipendium Künstlerhaus Edenkoben
- 2007: Stipendium Denkmalschmiede Höfgen
- 2010: Stipendium der Calwer Hermann-Hesse-Stiftung
- 2012: Aufenthaltsstipendium Pécs
- 2014: Stadtschreiber zu Rheinsberg